# Charles Heineken
Pour les articles homonymes, voir Heineken (homonymie).
Charles Heineken (mort le 4 janvier 1830), était un docteur et ornithologue britannique. Il a vécu à Madère de 1826 jusqu'à sa mort. Il a notamment décrit le Pigeon trocaz, une espèce de pigeon endémique de cet archipel,.